# Sibilla
(Giulio Aristide Sartorio, Sibilla, poema drammatico)

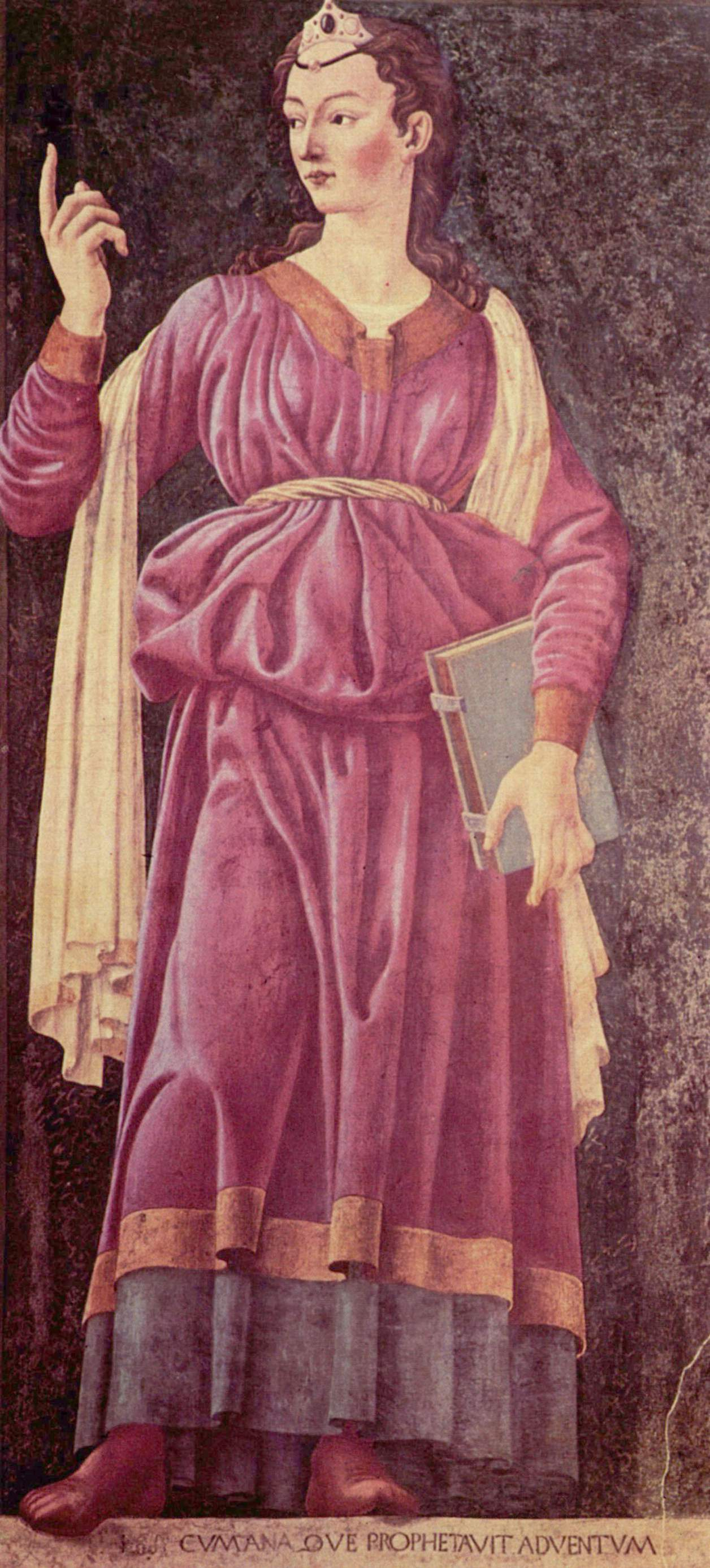
Sibilla Cumana (Andrea del Castagno, Ciclo degli uomini e donne illustri)

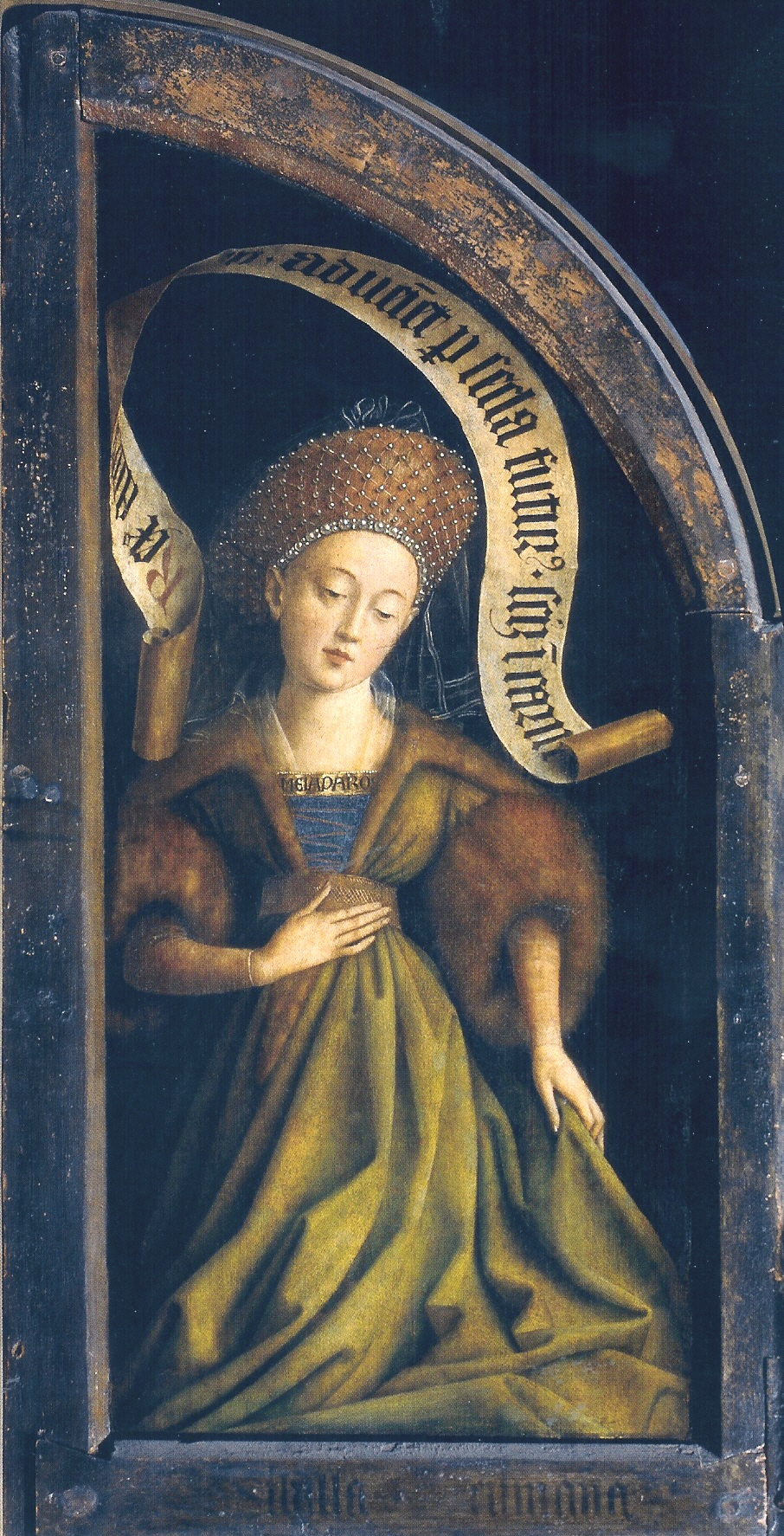
Jan van Eyck, Sibilla Cumana (1432)

Le sibille (in greco antico: Σίβυλλα?, Síbylla; in latino Sibylla) sono sia dei personaggi storicamente esistiti, sia figure mitologiche greche e romane. Erano vergini ispirate da un dio (solitamente Apollo) dotate di virtù profetiche e in grado di fare predizioni e fornire responsi, ma in forma oscura o ambivalente.
Leggendarie profetesse, erano collocate in diversi luoghi del bacino del Mediterraneo come a Cuma in Italia, a Delfi in Grecia, o in Africa ed Asia Minore.
Tra le più conosciute, la Sibilla Eritrea, la Sibilla Cumana e la Sibilla Delfica che sono rappresentanti di altrettanti gruppi come gli ionici, gli italici e gli orientali.
Nella Roma repubblicana e imperiale un collegio di sacerdoti custodiva gli Oracoli sibillini, testi sacri di origine etrusca, consultati in caso di pericoli o di catastrofi.
Dal II secolo a.C. si sviluppa negli ambienti ebraici romanizzati un'interpretazione dei vaticini delle Sibille corrispondente alle attese messianiche. Successivamente i cristiani videro nelle predizioni delle veggenti pagane preannunci dell'avvento di Gesù Cristo e del suo ritorno finale.

## Origini del nome
L'etimologia del nome è incerta. Varrone ce ne riporta una popolare che la farebbe derivare dal greco sioù-boùllan al posto di theoù-boulèn, che indicherebbe "la volontà, la deliberazione del dio".

Secondo Varrone, nel dialetto eolico si usava chiamare gli dei non θεούς (theóus), ma σιούς (sióus) e consiglio non βουλήν (boulén), ma βυλήν (bylén), da cui Σίβυλλα (Síbylla) o Σίβιλλα (Síbilla). La parola "Sibilla" indicherebbe perciò la "manifestazione della volontà (βυλήν) divina (σιούς)".
Abbiamo anche la forma Sybulam, che è molto suggestiva ("segno, avvertimento di dio"), ma si tratta di una trascrizione errata che ricorre solo sui manoscritti medievali.
In origine Sibilla (dal greco Sibylla) era un nome proprio di persona. Probabilmente era quello di una delle sibille più antiche, la Sibilla Libica, come ci attesta Pausania. Pausania si rifà ad Euripide che nel prologo di una delle sue tragedie perdute (la "Lamia") avrebbe riferito il gioco di parole Sibyl/Lybis, secondo la lettura palindroma.
Da nome proprio, col tempo "Sibilla" è diventata una definizione, un epiteto, passando a designare un tipo particolare di profetessa. Ciò avvenne in seguito al sorgere in diversi luoghi sacri di santuari nei quali venivano proferiti degli oracoli, ed al parallelo fiorire di raccolte di profezie. Così all'originario nome proprio di Sibylla fu necessario aggiungerne un altro (che divenne quello geografico della località interessata) che permetteva di distinguerle l'una dall'altra.
Ma poiché nell'immaginazione degli antichi qualche sibilla - a causa della sua longevità millenaria - passava da un luogo all'altro per soggiornarvi lunghi periodi, ogni volta venendo chiamata con un nuovo nome geografico benché fosse sempre la stessa persona, essi sentirono il bisogno di ridare un nome proprio alle sibille più conosciute (p. es. "Erofile").

## Nella mitologia greca e romana
Con la parola "Sibilla" gli antichi greci e latini si riferiscono a tutta la classe delle profetesse, donne vergini e giovani, talora ritenute come decrepite, che svolgevano attività mantica in stato di trance. Tali donne mostravano abitualmente ai profani ed alle folle i loro responsi, sempre vani, lievi e numerosi come le foglie, che il vento disordinava disperdendone così il testo. Queste vergini, affidando al vento benevolo le loro verità non sempre gradite, lasciavano spazio alle illusioni dei questuanti che interpretavano a loro piacimento i responsi.
Il perdurare della loro presenza dà risposte, nel mondo classico, al perdurare di domande alle quali i riti e i culti "diurni" in onore degli dei del Pantheon patriarcale sia romano che greco, non sapevano dare risposte.
Nei suoi scritti Platone ne cita solo una, anche se in seguito le sibille divennero una trentina.
Lo scrittore reatino Marco Terenzio Varrone (116-27 a.C.) ne enumera dieci in ordine di tempo: Persica, Libica, Delfica, Cimmeria, Eritrea, Samia, Cumana, Ellespontica, Frigia, Tiburtina.
Emblematica la definizione della Sibilla che ci proviene dall'antichità classica, che le conferisce caratteri simili alla Pizia di Delfi: “Sibylla […] dicitur omnis puella cuius pectus numen recipit”.
Nonostante nella tradizione letteraria non sia mai venuto meno il concetto della verginità della Sibilla, non si esclude l'unione della Sibilla col dio, che tuttavia non può che scegliersi una sposa vergine. Per la Sibilla la verginità non escludeva la gravidanza, infatti ella si univa ad Apollo ricevendo dal dio lo πνεῦμα, un afflato amoroso che la rendeva gravida dell'oracolo di cui si liberava di volta in volta. Questa unione con il dio Apollo ha spesso messo a confronto le Sibille con le Pizie delfiche, ovvero con le eroine della leggenda col dono di profetare, come ad esempio Cassandra, che non erano legate ad alcun santuario e rivelavano il futuro senza essere interrogate. Queste Pizie, il cui nome derivava da Apollo Pizio (uccisore del serpente Pitone del quale aveva preso il posto a guardia del santuario di Delfi, divenuto suo centro oracolare), vaticinavano ex tempore, ed i loro versi non venivano scritti nel momento in cui li profetavano nel santuario delfico. Le Sibille invece riportavano i loro oracoli che circolavano in forma di libro; inoltre queste parlavano in prima persona nei loro vaticini, mentre la Pizia profetava in stato di estasi, posseduta da Apollo, e quando parlava in prima persona era il dio stesso a parlare.

### Varrone e l'elenco canonico delle Sibille
L'origine delle Sibille come personaggi di antica tradizione, che già figuravano nella mitologia greca, si evince dalle testimonianze di Eraclito di Efeso (secoli VI-V a. C.), Euripide (V secolo a.C.), Aristofane (V-IV secolo a.C.), e Platone (V-IV secolo a.C.). Con l'estendersi della civiltà greca degli Ioni nel bacino del Mediterraneo si ebbe il moltiplicarsi delle Sibille nelle diverse tradizioni locali. Un ampio brano di Lattanzio, notoriamente interessato alla rivelazione sibillina, che egli stesso ritiene ispirata dall'unico Dio e rivolta alle nazioni, riflette la lista compilata da Varrone (I secolo a.C.), riguardante dieci Sibille connesse ad importanti centri del mondo ellenistico-romano.
La prima delle dieci varroniane era originaria della Persia da cui il nome Persica, che fu più tardi identificata con la Caldea. La seconda è quella che si diceva risiedesse in Libia, zona dalla quale prende il suo nome Libica: essa è menzionata da Euripide nel prologo della Lamia e considerata da Pausania la più antica di tutte; la terza è quella di Delfi (Delfica), di cui parla Crisippo nel libro “sulla Divinazione”, una tradizione la identifica inoltre con Erofile da Eritre e tale notizia ci è fornita da Eraclide Pontico, che parla di una Sibilla frigia nota a Delfi col nome di Artemide. Secondo Plutarco invece, questa sarebbe giunta dall'Eliconia, fu lei a predire ai Greci, in partenza per Ilio, che questa città sarebbe stata distrutta e che Omero avrebbe scritto dai suoi oracoli.
La quarta Sibilla è quella Cimmeria situata in Italia, presso i Cimmeri intorno al lago Averno, di cui parlano Nevio nei suoi libri Bellum Poenicum e Pisone negli Annales. La quinta Sibilla è quella Eritrea che Apollodoro di Eritre afferma essere sua compatriota. La sesta era la Samia, di cui parla Eratostene affermando di aver scoperto uno scritto negli antichi Annales dei Sami.
La settima sibilla è la Cumana, detta anche Amaltea, Demofile o Erofile di cui abbiamo testimonianza in Licofrone, uno scrittore greco del IV secolo a.C. e in Eraclito. Fu la Sibilla Cumana a portare nove dei cosiddetti Libri Sibillini al cospetto di Tarquinio il Superbo.
L'ottava Sibilla è quella dell'Ellesponto (Ellespontina), essendo nata nella campagna troiana nella cittadina di Marpesso, presso la località di Gergithium. Eraclide del Ponto scrive che questa visse al tempo di Solone e di Ciro. La nona è la Frigia, una Sibilla greca, più volte assimilata alla Marpessa, detta anche Cassandra o Taraxandra. La decima sibilla è quella di Tivoli (Tiburtina), dove era adorata come una dea sulle rive dell'Aniene, nei cui gorghi si dice fu trovata la sua statua che teneva un libro sibillino in mano; era chiamata anche Albunea.
Una delle sibille non citate da Varrone in quanto sorta in epoca medievale è la Sibilla Appenninica, detta anche "Oracolo di Norcia" che viene legata alla Grotta della Sibilla situata sul Monte Sibilla, nella catena dei Monti Sibillini nei comuni di Arquata del Tronto e Montemonaco.

## I nomi delle Sibille e alcune delle loro profezie cristologiche

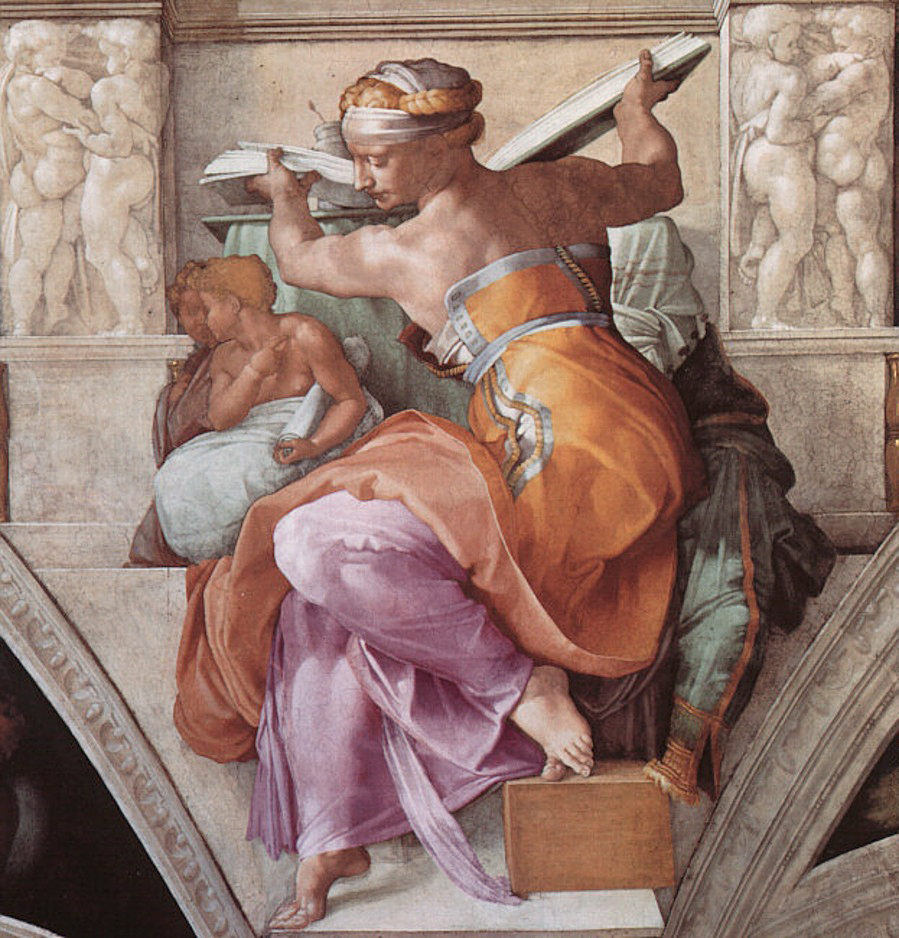
Michelangelo, Sibilla Libica, Cappella Sistina

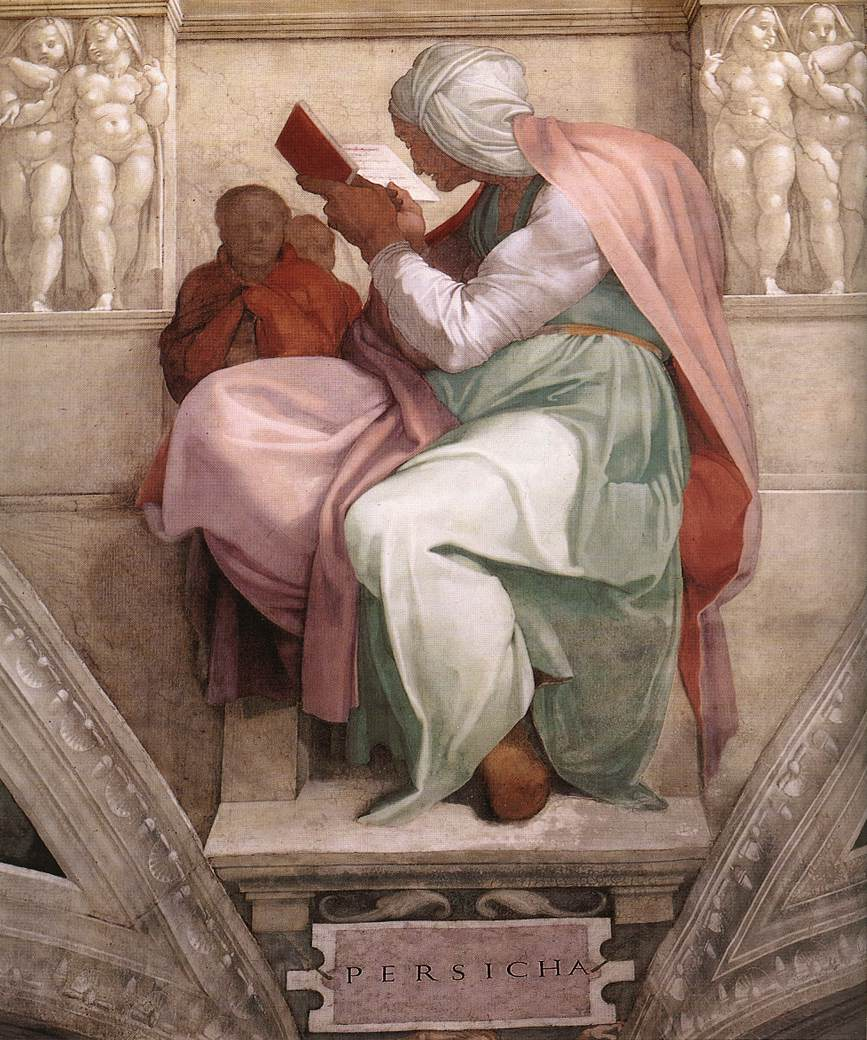
Michelangelo, Sibilla Persica, Cappella Sistina

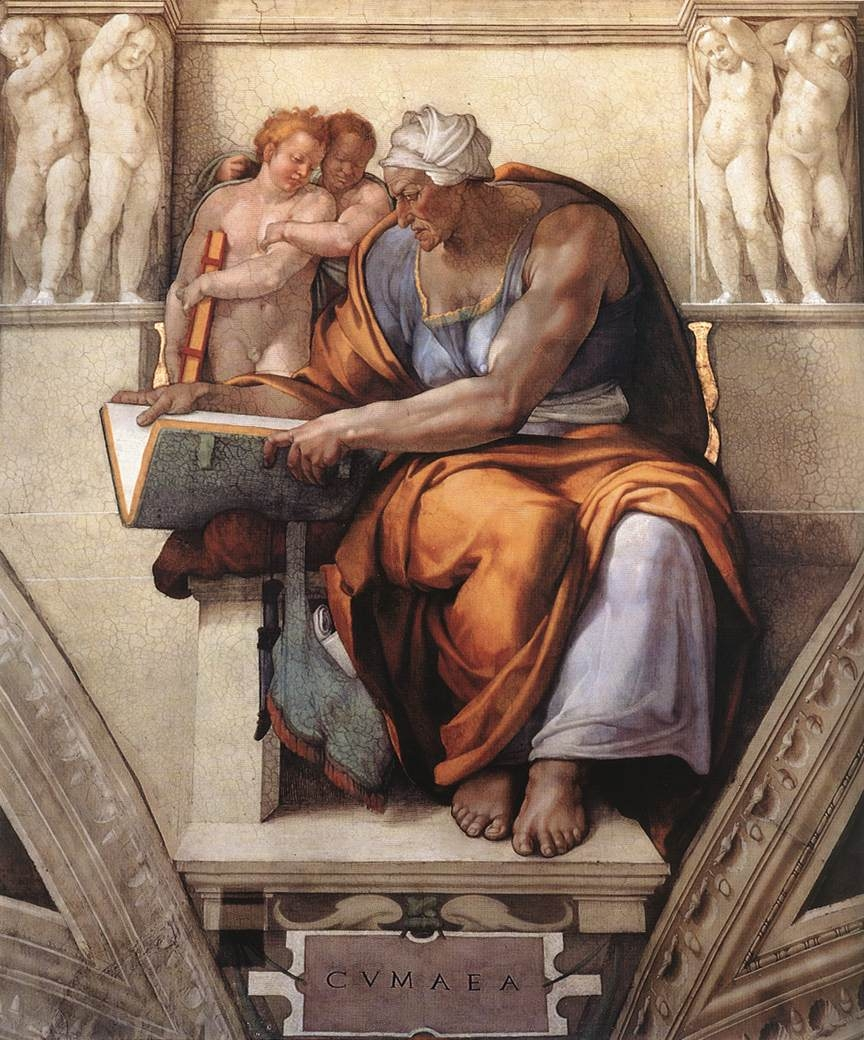
Michelangelo, Sibilla Cumana, Cappella Sistina

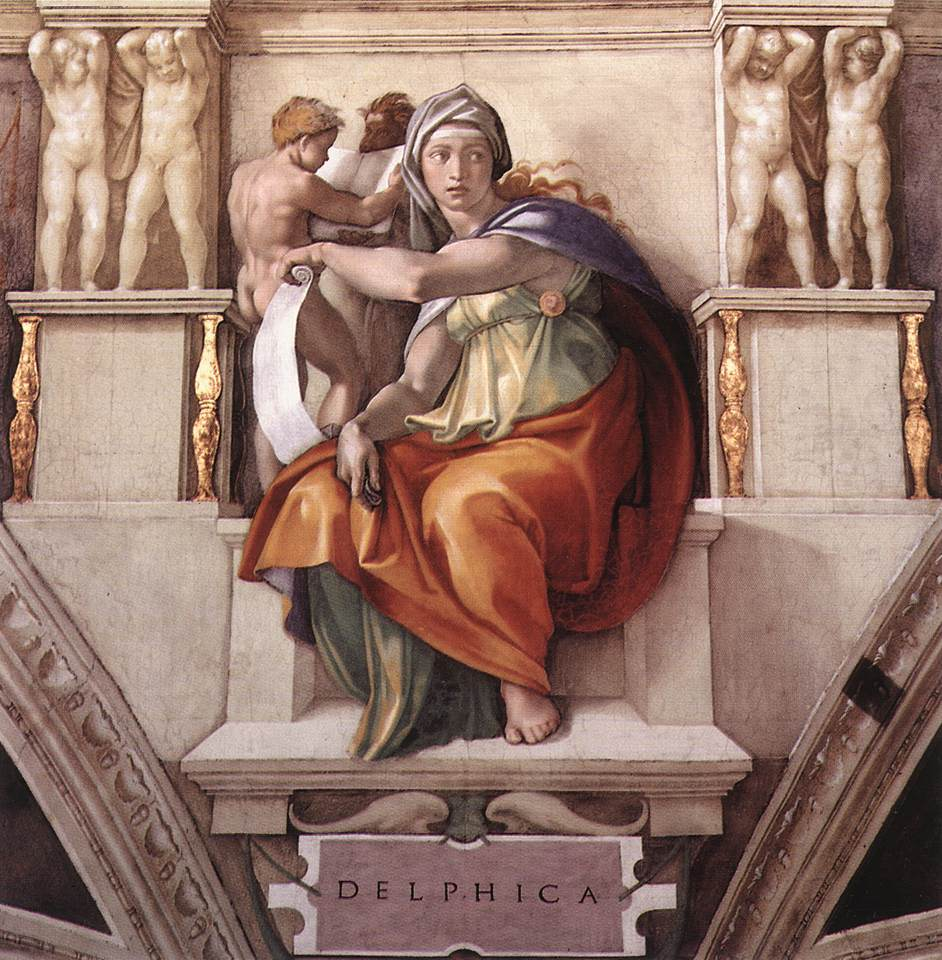
Michelangelo, Sibilla Delfica, Cappella Sistina

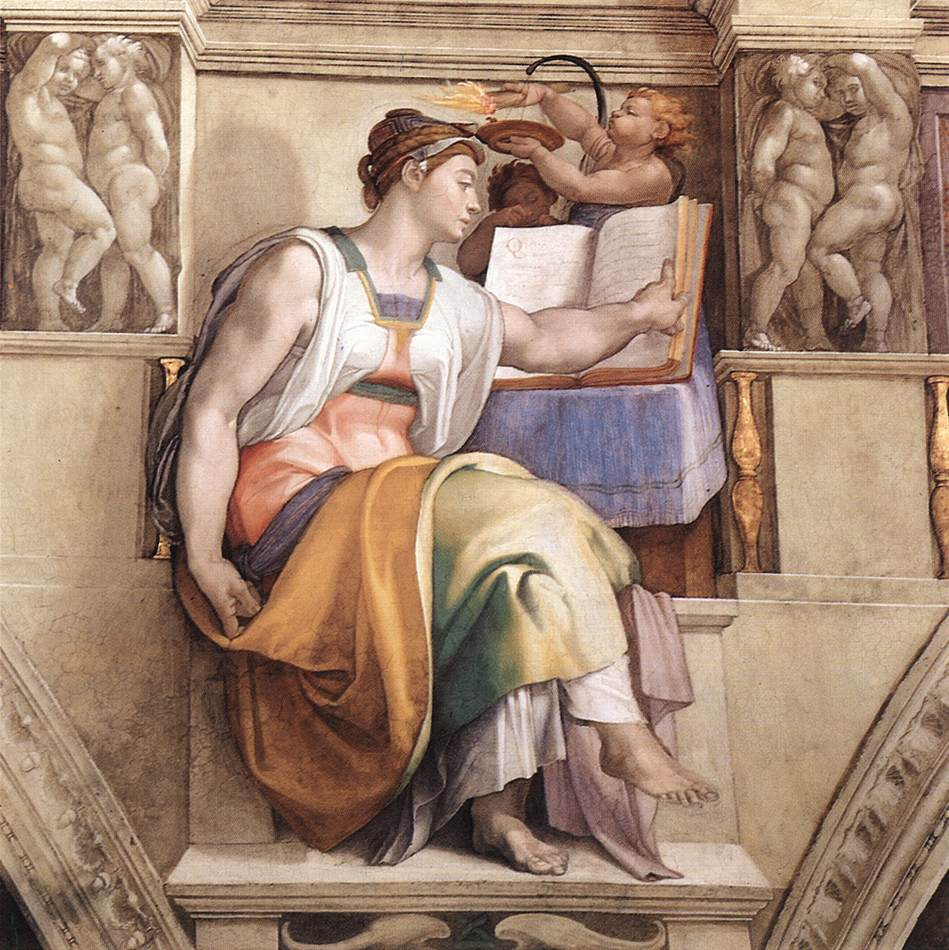
Michelangelo, Sibilla Eritrea, Cappella Sistina

### Sibille identificate da nomi geografici

#### Sibille orientali
Sibille che appartengono al gruppo orientale: 
- Sibilla Babilonese
- Sibilla Caldea
- Sibilla Ebraica
- Sibilla Egizia
- Sibilla Libica o Libia: Erit Statera Cunctorum
- Sibilla Persica o Persiana: Erit Salus Gentium

#### Sibille greco-ioniche
Sibille che appartengono al gruppo ionico:
- Sibilla Claria o Sibilla di Klaros
- Sibilla Colofonia
- Sibilla Cumea
- Sibilla Delfica o Sibilla di Delfi: Absque Matris Coitu Ex Vergine Eius
- Sibilla Efesia o Sibilla di Efeso
- Sibilla Ellespontica o Sibilla Ellespontiaca: Prospexit Deus Humiles Suos
- Sibilla Eritrea o Sibilla di Erythre: Iacebit in Feno Agnus
- Sibilla Euboica o Sibilla Eubea
- Sibilla Frigia: Ex Olimpo Excelsus Veniet
- Sibilla Gergitica o Sibilla di Gergis
- Sibilla Macedone
- Sibilla Marpessia o Sibilla di Marpesso
- Sibilla Samia o Sibilla di Samo: Laudate Eum In Atriis Celorum
- Sibilla Sardica o Sibilla di Sardi
- Sibilla Tesprozia
- Sibilla Tessalica
- Sibilla Troiana

#### Sibille greco-italiche
Sibille che appartengono al gruppo italico: 
- Sibilla Cimmeria detta anche Emeria o Chimica: Et Lac de Celo Missum.
- Sibilla Cumana o Sibilla di Cuma: Surget Gens Aurea Mundo
- Sibilla Italica
- Sibilla Lilibetana
- Sibilla Sicula o Sibilla Siciliana
- Sibilla Tiburtina: Nascetur Christus in Bethlehem

#### Sibille medievali

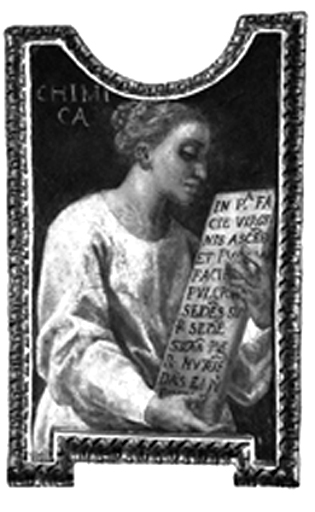
Martino Bonfini, Sibilla Chimica Santuario della Madonna dell'Ambro

Nomi di sibille sorti forse in epoca medievale, alcuni di essi si riferiscono ad una stessa sibilla: 
- Sibilla Agrippina o Sibilla Agrippa Invisibile Verbum Palpabitur
- Sibilla Appenninica o Sibilla Picena o Sibilla di Norcia
- Sibilla Europea: Regnabit in Paupertate
- Sibilla Lucana
- Sibilla Rodia o Sibilla di Rodi

## Nell'arte cristiana
Nel mondo cristiano le Sibille assunsero il ruolo di annunciatrici messianiche. Esse sono presenti già in alcuni manoscritti cristiani del IV-V secolo. Sant'Agostino, nella sua opera De civitate Dei discute delle profezie delle Sibille, in particolare della Sibilla Eritrea, e le interpreta come annunci della venuta di Cristo. Lattanzio cita versi attribuiti alla Sibilla Eritrea con riferimenti alla figura di Cristo nella sua opera Divinae Institutiones; in particolare, nel Libro IV, intitolato "Divinae Institutiones Liber Quartus: De Vera Sapientia et Religione", Lattanzio riporta profezie che attribuisce alla Sibilla, interpretandole come annunci della venuta di Cristo. L'iniziale verso del famoso Dies Irae (Acita assieme questi due aspetti della profezia:  "Dies irae, dies illa, solvet saeculum in favilla, teste David cum Sibilla."
Le figure delle Sibille hanno iniziato a comparire nell'arte cristiana a partire dal IX secolo, con rappresentazioni come l'affresco della Sibilla Eritrea nella Abbazia di Sant'Angelo in Formis. Nel XIII secolo, la loro presenza si intensificò, con esempi come le rappresentazioni di profeti e Sibille nel deambulatorio della Cattedrale di Saint-Étienne e della Cattedrale di Laon, dove le Sibille sono scolpite nei portali della chiesa. Verso il 1300, lo scultore Giovanni Pisano incluse sei Sibille negli archi del pulpito della chiesa di Sant'Andrea a Pistoia. Le Sibille sono presenti in diversi cicli pittorici, alcuni celeberrimi come quelli nella Cappella Sistina di Michelangelo (in cui, mentre i profeti annunziarono il Messia agli ebrei, le Sibille lo comunicarono, seppur in modo oscuro, ai pagani, completando quindi l'opera di annuncio universale), nel pavimento del Duomo di Siena, nel Tempio Malatestiano di Rimini.
Nella leggenda romana medievale di fondazione della basilica di Santa Maria in Ara Coeli  ha un ruolo centrale la Sibilla, che spiega una visione celeste di una donna con bambino, apparsa ad Augusto mentre compiva un sacrificio agli dei. La sibilla annuncia che sarà il futuro unico signore del mondo e invita ad adorarlo nel luogo della futura basilica, costruendo un altare ("ara") del cielo ("coeli").

### Pittura

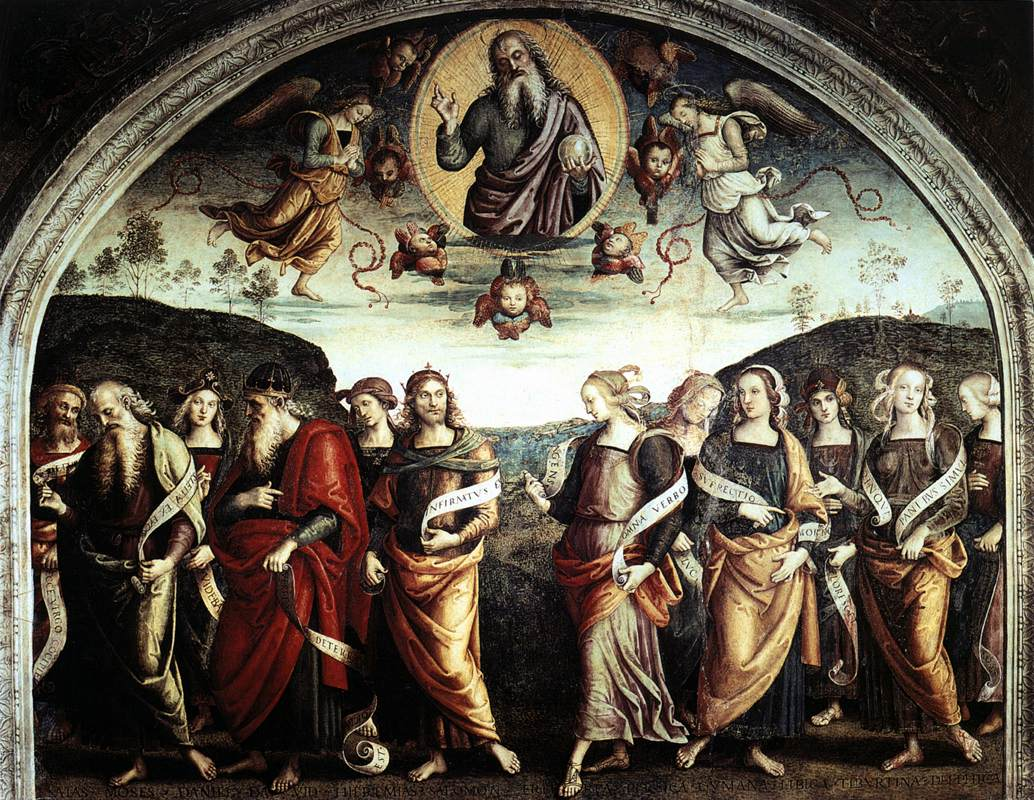
Perugino, Padre Eterno in gloria, profeti e sibille

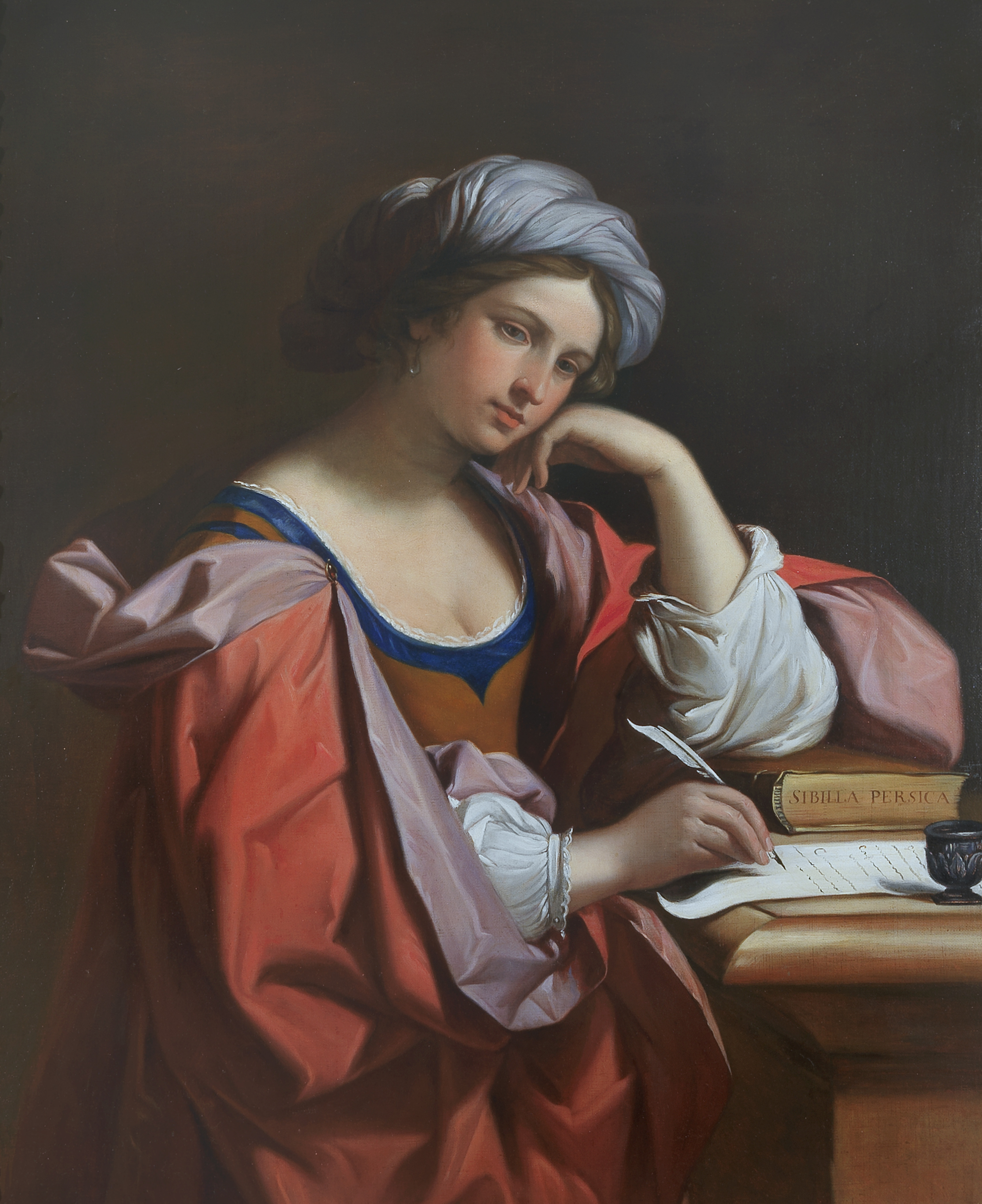
Benedetto Gennari, Sibilla Persica Collezione Mainetti (Roma)

- la Sibilla affrescata (prima dei Profeti) nella Abbazia di Sant'Angelo in Formis (XIII secolo)
- le Sibille affrescate da un anonimo ferrarese nella Sala delle Sibille in casa Romei, Ferrara (1450 circa)
- le quattro Sibille dipinte da Domenico Ghirlandaio e bottega nella Volta della Cappella Sassetti in chiesa di Santa Trinita, Firenze, 1479-1485:
  - la Sibilla Cumana
  - la Sibilla Eritrea
  - la Sibilla Cimmeria
  - la Sibilla Agrippa
- le dieci Sibille nel pavimento del Duomo di Siena, autori vari (1482-1483).
- Il ciclo di affreschi delle Sibille nell'abside centrale del Santuario di Nostra Signora Assunta di Piani (Imperia) ad opera di Tommaso Biazaci (1488-91)
- le quattro Sibille dipinte nella volta della Cappella Carafa nella basilica di Santa Maria sopra Minerva a Roma, di Filippino Lippi (1488-1493):
  - La Sibilla Tiburtina
  - La Sibilla Cumana
  - La Sibilla Libica
  - La Sibilla Delfica
- le dodici sibille in coppia con altrettanti profeti affrescate da Pinturicchio in Vaticano (Appartamento Borgia, 1492-1494):
  - Geremia e la Sibilla Frigia
  - Mosè e la Sibilla Delfica
  - Daniele e la Sibilla Eritrea
  - Baruc e la Sibilla Samia
  - Zaccaria e la Sibilla Persica
  - Abdia e la Sibilla Libica
  - Aggeo e la Sibilla Cumana
  - Amos e la Sibilla Europea
  - Geremia e la Sibilla Agrippina
  - Isaia e la Sibilla Ellespontica
  - Michea e la Sibilla Tiburtina
  - Ezechiele e la Sibilla Cimneria
- Dio Padre in gloria tra angeli e cherubini sopra un gruppo di sei profeti e sei sibille, affresco del Perugino nella Sala delle Udienze del Collegio del Cambio a Perugia (1496-1500); sono raffigurate la Eritrea, la Persica, la Cumana, la Libica, la Tiburtina e la Delfica.

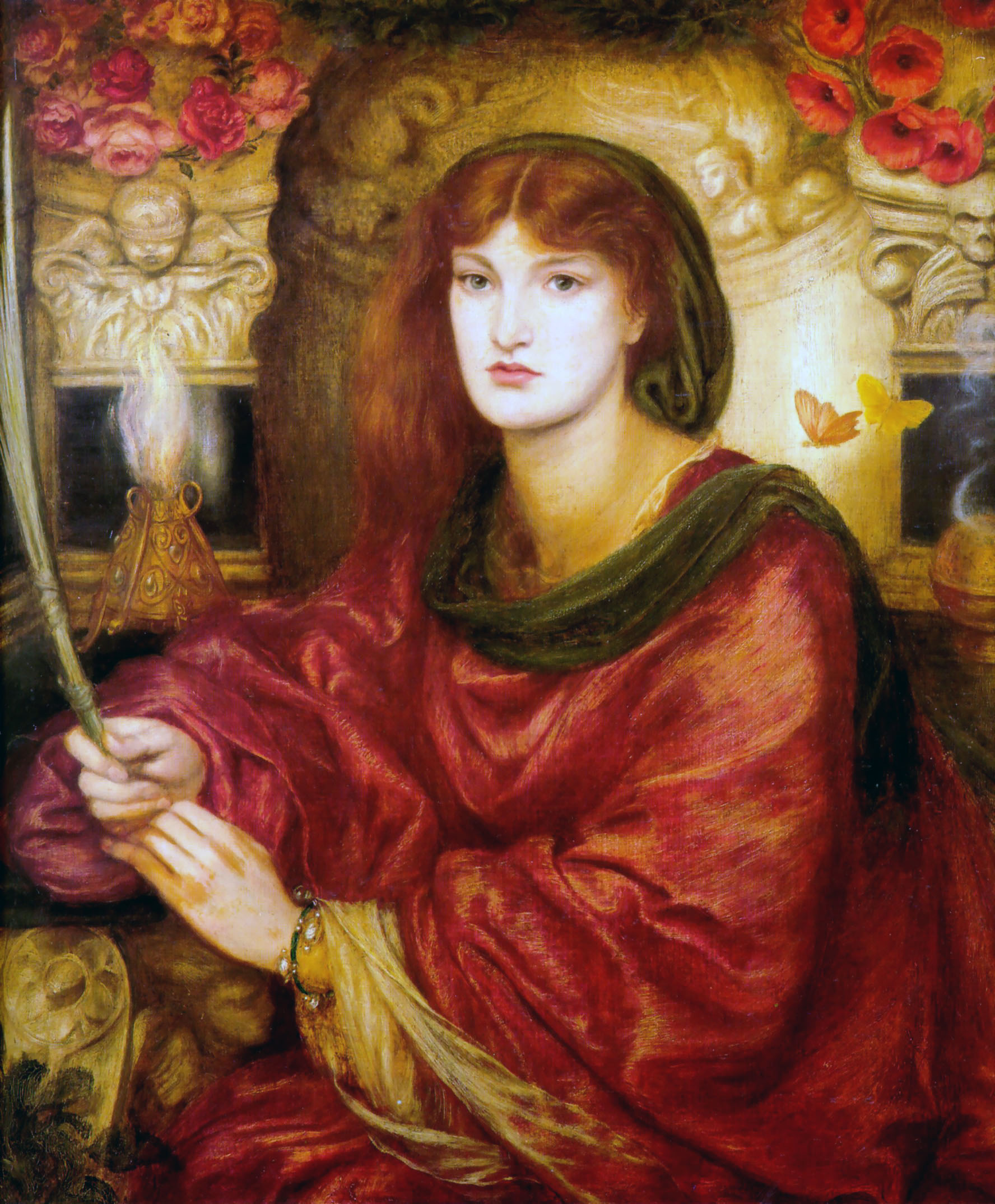
Dante Gabriel Rossetti, Sibilla

- La Sibilla con profeta, dipinto a tempera di Andrea Mantegna, conservato nel Cincinnati Art Museum (1495-1500 circa).
- le quattro Sibille negli spicchi della volta a crociera della Cappella Baglioni, Pinturicchio (1500-1501).
- le cinque famose sibille affrescate da Michelangelo per la Cappella Sistina a Roma (1509):
  - Sibilla Delfica
  - Sibilla Eritrea
  - Sibilla Cumana
  - Sibilla Persica
  - Sibilla Libica.
- La Sibilla dipinto a olio su tela attribuito a Vittore Carpaccio, conservato nella Galleria degli Uffizi a Firenze, che fa coppia con un Profeta (1510 circa).
- le Sibille e angeli affrescate da Raffaello nella cappella Chigi, chiesa di Santa Maria della Pace a Roma (1513-1515);
- le Sibille Cumana, Cipria (o Eritrea), Cumea, Samia, Persica e Frigia dipinte insieme ai profeti tra le Storie della vita della Vergine da Cristoforo Roncalli detto il Pomarancio nella volta della Sala del tesoro della Basilica della Santa Casa, a Loreto, (1605-10).
- le Sibille del Guercino (1647-1666)
  - Sibilla Persica, Musei Capitolini, Roma
  - Sibilla Samia, Uffizi
  - Sibilla Cumana, Londra, Collezione Denis Mahon
  - Sibilla Ellespontica, Karlsruhe, Staatliche Kunsthalle
  - Sibilla, collezione di Elisabetta II
  - altre Sibille in collezioni private
- la Sibilla Persica dipinta da Benedetto Gennari, in Collezione privata, 1647-50 ca.
- Le dodici Sibille negli affreschi della cattedrale di Santo Stefano di Passavia, opera di Carpoforo Tencalla (1682-1684)
- le dodici Sibille dipinte da Martino Bonfini all'inizio del XVII secolo nel Santuario della Madonna dell'Ambro, che ritrae le dodici sibille descritte dal domenicano Filippo Barbieri nell'opera "Discordantiae nonnullae inter SS Hieronymus et Augustinum" datata attorno al 1481. Tra esse figura la Sibilla Chimica, da alcuni erroneamente associata all'alchimia, mentre in realtà altri non è che la Sibilla Cimmeria, che appunto nell'opera del Barbieri viene specificato chiamarsi anche Chimica o Emeria. Altra prova dell'identificazione della Sibilla Chimica con la Cimmeria si ha leggendo il vaticino, ovvero la previsione sulla venuta del Cristo a lei attribuita, in quanto quello riportato nella tavoletta che tiene in mano la Sibilla Chimica nel dipinto del Santuario della Madonna dell'Ambro corrisponde a quello della Sibilla Cimmeria riportato dal Barbieri nella sua opera.
- La Sibilla Appenninica dipinta a tempera da Adolfo De Carolis, tra il 1907 ed il 1908, nel ciclo decorativo del salone di rappresentanza del Palazzo del Governo di Ascoli Piceno, oggi sede della Prefettura e dell'Amministrazione Provinciale.

### Sculture e rilievi
- a Napoli nel Museo di San Martino tra le più antiche statue lignee presepiali vi è qualche figura di Sibilla (di Giovanni e Pietro Alamanno, 1478-1484).
- Santa Casa di Loreto: dieci statue di sibille nel rivestimento marmoreo della Santa Casa scolpite da Tommaso e Giovanni Battista della Porta (1572-76). Compaiono erette nel registro superiore del rivestimento marmoreo ad altezza quasi naturale la Sibilla Ellespontica, Frigia, Tiburtina, Libica, Delfica, Persica, Eritrea, Cumana, Pontina e Samia.
- Palermo, Chiesa di S. Maria degli Angeli (detta della Gancia): gruppo in stucco "Visione della Sibilla Cumana da parte dell'imperatore Augusto" di Giacomo Serpotta (1710 ca.)

### Incisioni
- Dodici Sibille incise a bulino da Baccio Baldini verso il 1460
- Dodici Siblle incise in xilografia da Ugo da Carpi verso il 1520
- Dodici Sibille incise all'acquaforte da Johann Theodor de Bry figlio verso il 1610
- Dodici Sibille incise all'acquaforte da Romain de Hogue verso il 1660
- Dodici Sibille incise all'acquaforte da Jacopo Guarana verso il 1790.

### Musica
- Tutti i Requiem nel Dies Irae (Mozart, Verdi...)
- Anonimo, Dies irae, in Carmina Burana, sec. XIII
- Orlando di Lasso (1532-1594) "Prophetiae Sibyllarum... chromatico more"
- El cant de la Sibilla, Ensemble San Felice, Pueri Cantores della Cattedrale di Sarzana, direttore Federico Bardazzi, Brilliant Classics 2017